# Bauhinia guentheri
Bauhinia guentheri är en ärtväxtart som beskrevs av Hermann August Theodor Harms. Bauhinia guentheri ingår i släktet Bauhinia och familjen ärtväxter. Inga underarter finns listade i Catalogue of Life.